# Ramón Viescas
Ramón Viescas (Quito 1731- Ravena 1799) fue un sacerdote jesuita quiteño además de poeta y teólogo. Tras la expulsión de los jesuitas, desarrolló gran parte de su obra en el exilio en Toscana, influenciado por Dante. Destacó desde joven por su poesía ingeniosa y satírica, y tras ser expulsado, continuó su labor como profesor y colaboró en reformas educativas en Rávena. Además de su labor académica, fue un importante teólogo moral, autor de una influyente obra en defensa de las prácticas confesionales jesuitas. También produjo disertaciones, panegíricos y poesía en latín, y junto a otros jesuitas desterrados, defendió la obra de Lacunza. Su variada producción poética, caracterizada por el humor y la exploración de diversos registros, fue recopilada por Juan de Velasco y analizada por otros autores.

## Biografía
Ramón Viescas (1731-1799) fue un sacerdote jesuita quiteño, elogiado por su arte y conocimientos por Menéndez y Pelayo, aunque se considera que Aguirre lo supera como poeta. Tras la expulsión de los jesuitas, escribió gran parte de su obra en el exilio en Toscana, influenciado por Dante, cuya tumba visitó y sobre la cual escribió. Su producción poética, junto con la de otros jesuitas desterrados, fue recopilada por el Padre Juan de Velasco en "Colecciones de Poesías Varias hechas por ti ocioso en la ciudad de Faenza". Alejandro Carrión también analizó su obra en "Los Poetas Quiteños de El Ocioso en Faenza", y Aurelio Espinosa Pólit realizó un estudio sobre los jesuitas citados por Velasco y Carrión.
Viescas se destacó desde sus años de estudiante por sus versos ingeniosos y satíricos. Fue compañero de Espejo en la Universidad de San Gregorio, quien lo recordó con elogio. Tras ser designado para una cátedra de Teología Moral, la expulsión de los jesuitas lo llevó a Rávena, donde continuó como profesor de Filosofía tras la supresión de la orden. En Rávena, colaboró con el cardenal Luis Valenti Gonzaga en la reforma educativa, siendo nombrado prefecto de las escuelas fundadas por el cardenal. Sin embargo, Viescas no solo fue un eficiente administrador, sino también un importante teólogo moral. Escribió una influyente obra, "Risposta alle osservazioni sopra le due lettere che risguardano il sagramento della penitenza", en defensa de las prácticas confesionales de los jesuitas, convirtiéndose en una destacada obra de polémica. En este libro, demostró su agudeza intelectual y su habilidad para simplificar temas complejos, a la vez que criticaba duramente a sus oponentes.
Además de su obra teológica, Viescas produjo disertaciones apologéticas sobre la iglesia armenia, panegíricos, sermones morales y poesía latina. Junto a su compañero exjesuita José Valdivieso, defendió la obra milenarista del Padre Lacunza, "La venida del Mesías en gloria y majestad", siendo ambos reconocidos como "esplendores y ornamentos de Quito". Como poeta, Viescas cultivó un humor profundo, a veces melancólico, logrando piezas paródicas magistrales y explorando diversos registros poéticos. También se distinguió como poeta filosófico y traductor de poesía. Su obra poética se encuentra en la colección de Velasco y en una selección publicada en "Los jesuitas quiteños del extrañamiento".

## Obras
- Poesías reunidas en el "Ocioso en la ciudad de Faenza" (recopilación por el Padre Juan de Velasco, incluye obra de Viescas) - 1791
- Risposta alle osservazioni sopra le due lettere che risguardano il sagramento della penitenza e che chiudono l’opera intitolata il Sacerdote Santificato dell’Abate Raimondo Viescas quittense1 - 1792

- Disertaciones apologéticas sobre la iglesia armenia (en latín)
- Panegíricos y sermones morales (un tomo)
- Cuestiones teológico morales y poesías latinas (otro tomo)

- Apéndice en la edición de Ackerman de La venida del Mesías en gloria y majestad - 1826